# Lokalni izbori u Banovini Hrvatskoj 1940.
Hrvatski lokalni izbori u Banovini Hrvatskoj 1940., održani su u 625 općinâ Banovine Hrvatske 19. svibnja 1940. godine, a u 33 općine 26. svibnja i 2. lipnja. To su bili prvi izbori nakon sporazuma Cvetković-Maček i uspostave autonomne hrvatske Banovine u sastavu Kraljevine Jugoslavije. Izbori nisu održani u gradovima i nekim jadranskim županijama koje graniče s Italijom ili su im susjedne. Samo muškarci stariji od 24 godine mogli su glasovati. Glasovanje je bilo javno i odvijalo se glasom. 
U izborima je došlo do premoćne pobjede Hrvatske seljačke stranke (HSS) i Samostalne demokratske stranke (SDS), vladajućih stranaka Banovine Hrvatske, koje su zajedno dobile većinu u 90% općina. Srpske neovisne liste, podržane od organizacija koje su se protivile sporazumu Cvetković-Maček, osvojile su oko 5% općina. Jugoslavenska radikalna zajednica (JRZ), vladajuća stranka Kraljevine Jugoslavije, pretrpjela je težak poraz i izgubila kontrolu u 80% općina koje su ranije držale. 
Zbog izbijanja Drugoga svjetskog rata, invazije na Jugoslaviju 1941. godine i naknadnog razdoblja komunističke vladavine, to su bili posljednji višestranački izbori u Hrvatskoj do parlamentarnih izbora 1990. godine, gotovo točno pedeset godina kasnije.

## Pozadina
Dne 26. kolovoza 1939. godine uspostavljena je autonomna Banovina Hrvatska u sastavu Kraljevine Jugoslavije. Nastala je po sporazumu koji su u ime jugoslavenske vlade potpisali Dragiša Cvetković i Vladko Maček, vođa Hrvatske seljačke stranke (HSS). Hrvatska banovina obuhvaćala je cijelu Savsku i Primorsku, kao i dijelove Drinske, Zetske i Dunavske banovine. Glavni grad joj je bio Zagreb, a Ivan Šubašić iz HSS-a imenovan je banom Hrvatske. 
Nakon što je HSS postigao svoj glavni cilj, hrvatsku autonomiju u Jugoslaviji, morao se suočiti s mnogim novim i teškim izazovima preuzimanja političke odgovornosti u Hrvatskoj i očekivanja biračkog tijela. Zbog izbijanja Drugoga svjetskog rata, politički lideri u Jugoslaviji željeli su smiriti Njemačku i uskladiti zemlju s Trećim Reichom, vežući svoj izvoz vitalnih ratnih materijala (aluminij, žito itd.) u Njemačku. Teška ekonomska situacija, kao posljedica rata, snažno je pogodila osiromašene seljake i radnike u Hrvatskoj, koji su se još uvijek oporavljali se od Velike depresije 1930-ih. Cijena hrane u Hrvatskoj porasla je od 50% (govedina) do 100% (brašno, krumpir, grah) između kolovoza 1939. i ljeta 1940. godine. Rastegnuta socijalna nejednakost i razočaranje nedostatkom dubokih političkih i društvenih promjena za koje su mnogi očekivali da će se dogoditi nakon što je Hrvatska stekla svoju autonomiju ubrzo je rezultiralo porastom potpore komunistima i desničarskim strankama. Prosvjedi i demonstracije protiv rastućih životnih troškova, nestašice hrane i goriva, visoke nezaposlenosti i nejednakosti, kao i približavanja rata, postajali su sve češći. Vlasti HSS-a reagirale su progonom sindikata, komunista, podzemnih ustaša, kao i jugoslavenskih i srpskih nacionalista, sve se više oslanjajući na njegovu paravojnu zajednicu Zaštita. Tijekom prosvjeda komunista u Splitu 17. prosinca 1939. godine policija je pucala na gomilu, ozlijedivši mnoge i ubivši mladog radnika brodogradilišta i člana komunističke partije, nogometaša Vicka Buljanovića. Njegov sprovod sljedećeg dana privukao je 25.000 ljudi, dok je 12.000 sudjelovalo u masovnom štrajku u Splitu i okolini.
Nakon terorističkih napada koji su uključivali podmetanje eksploziva na javnim mjestima u Zagrebu, hrvatska je vlada u veljači 1940. godine zabranila ustaške časopise (među kojima Hrvatski narod) i internirala 50 članova ustaša u zatvor u Lepoglavi, među kojima je bio i Mile Budak.
Po sporazumu Cvetković-Maček kojim je uspostavljena hrvatska autonomija, predviđeni su izbori za Hrvatski sabor. Od kolovoza 1939. godine, u nedostatku hrvatskog zakonodavnog tijela, ban Šubašić upravljao je uredbama i izvršnim naredbama. Napokon, 14. siječnja regent Pavle Karađorđević posjetio je glavni grad Hrvatske, Zagreb, i potpisao izborni zakon za izbore u Saboru. Pripremajući ove izbore za izbor prvog hrvatskog parlamenta nakon izbora za Sabor Kraljevine Hrvatske i Slavonije 1913. godine, trebali su se održati lokalni izbori u općinama. Posljednji lokalni izbori 1936. godine i najnoviji parlamentarni izbori 1938. godine, iako su ometani režimskim nasiljem, policijskim opstrukcijama i povremenim žrtvama, pokazali su snažnu potporu vođenju HSS-a vladajućim strankama i kralju Jugoslavije. 
U travnju je ban Ivan Šubašić donio izvršnu naredbu s detaljnim pravilima za lokalne izbore. Izbornoj listi koja će dobiti relativnu većinu trebalo je dodijeliti trećinu mjesta u vijeću, a preostale dvije trećine trebalo bi podijeliti među listama u odnosu na njihove glasove prema proporcionalnoj d'Hondtovoj metodi. Po starim pravilima, stranci s relativnom većinom odmah su dodijeljene dvije trećine mandata. Predsjednik vijeća (gradonačelnik) trebao je biti izabran na tajnom glasanju u vijeću, s time da nije nužno morao biti iz redova vijećnika. Gradski službenici (javni bilježnici, rizničari) postali su zaposlenici Banovine, ne više lokalni. Ban Hrvatske je također imao pravo pregrupirati općine, ukinuti ih i promijeniti njihove granice. Šubašić je to pravo iskoristio za pregrupiranje općina u Posavini, okrugu Derventa, Brčko i Gradačac. 
Šubašić je 22. travnja raspisao izbore za 19. svibnja. Zbog Drugoga svjetskog rata koji je zahvatio veći dio Europe i Kraljevine jugoslavenske vojske stavljen je na viši stupanj pripravnosti, mnogi muškarci su pozvani služiti u rezervnim trupama ili sudjelovati u vojnim vježbama. HSS je odlučio ne raspisivati izbore u gradovima, već samo u općinama. U gradovima je hrvatska vlada pod vodstvom HSS-a imenovala članove HSS-a za gradonačelnike ili povjerenike. U travnju, nakon pojačanih srpskih nacionalističkih aktivnosti koje su odbacile sporazum Cvetković-Maček, vlada je također raspustila općine u Kistanju i Obrovcu s većinskom srpskom zajednicom. Raspuštene su i općine Smilčić i Skradin.
Dne 10. svibnja njemačka vojska napala je Nizozemsku i Francusku, pojačavajući rat. Nizozemska se predala 15. svibnja. Do 17. svibnja Nijemci su okupirali Bruxelles i nadvladali veći dio Belgije, stigavši do francuskoga kanala. Ti su događaji imali dubok utjecaj na javno mnijenje u Jugoslaviji. 

### Žensko glasovanje
Jugoslavenski magazin Žena danas započeo je kampanju u listopadu 1939. godine za širenje biračkog prava na žene. Socijalistički sindikati i komunisti u Hrvatskoj podržali su akciju. Međutim, ženska organizacija HSS-a usprotivila se tome, izjavivši da će vodstvo stranke odlučiti kada je najbolji trenutak za uvođenje ženskog biračkog prava u Hrvatskoj.

## Kampanja
Ban Šubašić je krajem 1939. godine posjetio manje razvijene regije u Lici i Dalmaciji, obećavajući javne radove na infrastrukturi. Glavni tajnik Hrvatske seljačke stranke Juraj Krnjević obišao je Hrvatsku, obilazeći općinske i okružne stranačke organizacije pokušavajući riješiti neke sporove, ujediniti frakcije i vratiti dijelove stranke. Na primjer, razlike u mišljenjima o određenim imenovanjima i pitanju podrške štrajku metalskih radnika u Slavonskom Brodu otuđile su okružnu stranačku organizaciju od nacionalnog vodstva HSS-a; jer je brodski HSS odbio podržati stranačku liniju i podijelio se na mnoge frakcije, cijela je okružna organizacija raspuštena u ožujku 1940. godine, unatoč 37-6 glasova o povjerenju predsjedniku stranke za Brod. Općenito, Krnjević je pokušao uvjeriti disidente i podsjetio stranački kadar na važnost izbora. Iako je imao uspjeha u Dubrovniku, ipak, prema povjesničaru G. Jakovčevu, samo je u Dalmaciji bilo 70 popisa HSS-ovih disidenata (npr. Ston, Šipan,  Makarska itd. ). Krnjević se također pokušao pozabaviti ekonomskim problemima, izjavivši na skupu u Splitu da Hrvatska mora biti ravnopravnija i da HSS neće dopustiti da neki budu milijunaši, dok drugi gladuju. Maček je pokušao umanjiti važnost izbora, idući čak dotle da im ne pridaje "nikakvu političku važnost", jer u njima igraju neke lokalne, pa čak i osobne posebnosti. U cirkularnoj napomeni HSS-ovim organizacijama podsjetio ih je neka prvo razmotre ekonomske interese prilikom izbora kandidata za vijećnike i gradonačelnike. Međutim, bilo je važno ukloniti protuustavne snage (posebno JRZ) s položaja vlasti u Hrvatskoj i pokazati snagu HSS-a i SDS-a. 

Zbog zabrane i progona Kraljevskog jugoslavenskog režima od 1921. godine, hrvatski komunisti su se morali kandidirati na izborima kao Stranka radnog naroda, SRN. Po povjesničaru Sibe Kvesiću, žandarmerija i lokalne vlasti često su maltretirali komuniste i njihove pristaše, šireći glasine i prijeteći biračima koji su namjeravali glasovati za komuniste. U nekim su mjestima sudske ili upravne vlasti snažno pritiskale da zabrane SRN-u stavljanje kandidata zbog bilo kakvih pogrešaka.
Politički protivnici sporazuma Cvetković-Maček i uspostave Banovine Hrvatske imali su različite strategije za natjecanje na izborima. Jugoslavenske nacionalne stranke (JNS) u Hrvatskoj, kojom je predsjedao Grga Budislav Angjelinović, odlučila je da se ne natječe na izborima, dok je stranački kadar i frakcije pod senatorom Petrom Zecem savjetovala da sastave liste u nekim općinama, zajedno s jugoslavenskim radikalima (JRZ) i drugim srpskim strankama. Obično su ih nazivali "nestranački srpski popisi". Srpski nacionalisti tvrdili su da je hrvatska banovina Mačekova diktatura i da samo unitarna i centralizirana Kraljevina Jugoslavija može donijeti prosperitet hrvatskim Srbima. Neki od njih otvoreno su se zalagali za otcjepljenje općina i županija s većinskom srpskom zajednicom od Hrvatske u Banovini i pridruživanje susjednoj Vrbaskoj banovini sa većinskim Srbima. Predsjednik JRZ-a, jugoslavenski premijer Cvetković, pozvao je Srbe Hrvatske da daju svoje glasove za JRZ kao pokazivanje podrške unitarnoj Jugoslaviji. 
Dne 1. svibnja hrvatski komunisti organizirali su masovni štrajk u Zagrebu u znak obilježavanja Međunarodnog dana radnika tvrdeći da je stopa sudjelovanja u štrajku blizu 90%. Komunistički aktivisti i prosvjednici, pretežno studenti, blokirali su tramvajsko skladište i tako spriječili funkcioniranje zagrebačkih tramvaja cijeli dan. Pridružio im se i Sindikat radnika tramvaja. Prosvjednici su se sukobili s policijom i paravojnom postrojbom HSS-a (Zaštita), zbog čega su ranjeni brojni ljudi. Ovo je bio prvi put da su u Kraljevini Jugoslaviji radnici odlučili organizirati masovne štrajkove i prosvjede 1. svibnja.
Dne 17. svibnja, samo dva dana uoči izbora, Ban Šubašić odgodio je na neodređeno vrijeme izbore u općinama u Kastvu, Čabaru, Delnicama, Sušaku, Benkovcu i šibenskom okrugu. Hrvatska vlada službeno je izjavila da ih je izuzela zbog blizine jadranskog vojnog područja koje okružuje važne pomorske luke. Naime, ova operativna zona stavljena je pod pripravnost nakon početka Drugoga svjetskog rata jer je graničila s Italijom ili je bila u susjedstvu s talijanskom obalom, jer je Jugoslavija bila oprezna zbog mogućeg talijanskog napada. Međutim, drugi su sumnjali da izbori tamo nisu održani zbog toga što su neke od ovih općina bila uporišta komunista (poput Tisnog, Zlarina i Vodica, u kojima su komunisti pobijedili 1936. godine), jer bi očekivana komunistička pobjeda tamo učinila slabosti HSS-a vrlo vidljivim. Istodobno, Ban Šubašić odgodio je izbore u Brčkome i Gradačcu i općini Konavle za 26. svibnja, a u okrugu Derventa kao i općinama Pazarište, Brestovsko, Kloštar Ivanić, Bosiljevo, Šamac i Cvetlin za 2. lipnja.

## Glasovanje
Samo muškarci stariji od 24 godine mogli su glasovati. Glasovanje je bilo javno; birač je morao glasno izjaviti svoje ime i listu za koju je želio glasati. U mnogim je općinama jedina lista koja se izborila na izborima bila HSS-ova. U nekim općinama (Andrijaševci, Retkovci, Opuzen, Gunja i Farkaševac) došlo je do sukoba birača i incidenata, pa su se izbori morali ponoviti ili odgoditi za tjedan dana. Izbori su održani u 620 općina 19. svibnja, dok su neke županije glasale tjedan dana kasnije ili u lipnju. Nakon preusmjeravanja Šubašića prije lokalnih izbora, krajem 1940. godine u Hrvatskoj je Banovini ukupno bilo 693 općine i 25 gradova unutar 99 okruga. Dvije od tih općina nastale su nakon održavanja lokalnih izbora.
Zbog prekrajanja teritorija općinskih granica neposredno prije izbora, ponajviše u povezivanju Cavtata koji je naginjao JRZ-u s Grudom koja je naginjala HSS-u radi formiranja nove općine (Konavle) južno od Dubrovnika ili zbog poziva Samostalne demokratske stranke (SDS), za promjene granica u Bosanskoj Posavini oko Odžaka, neki Bošnjaci i Srbi bojkotirali su tamošnje izbore.

## Rezultati izbora
Koalicija HSS-SDS osvojila je većinu općina i uspostavila potpunu političku kontrolu nad teritorijom Banovine Hrvatske. Preliminarni rezultati izbora 19. svibnja pokazali su da je samo HSS osvojio većinu u 425 općina, SDK u 106, SDS u 27, HSS i Muslimanska organizacija HSS u 4, HSS i Nijemci u 1, Muslimanska organizacija HSS-a u 2, SDK s drugim skupinama u 1, a SDS s drugim srpskim strankama u 1. JRZ je osvojio većinu u 20 općina, JRZ i Poljoprivrednici u 1, zajedničke liste Srba u 8, Srpski nestranački popisi u 18, nestranački gradski popisi u 2, neovisni popisi u 2, Poljoprivrednici u 1, ljevičari u 1, Nijemci u 3, a etničke manjinske liste u 2.
Izbori su pokazali nešto slabljenje podrške glavnim političkim strankama.  Nakon lokalnih izbora 1936. HSS je osvojio većinu u 512 od 612 općina u Savskoj i Primorskoj banovini, što otprilike odgovara kasnije uspostavljenoj hrvatskoj Banovini.  U primorskoj banovini HSS je 1936. godine osvojio 75 od 94 općine (80%).
Rezultati su bili posebno loši za Jugoslavensku radikalnu uniju (JRZ), koja je osvojila većinu u 21 općini, u odnosu na 108 u kojima su imali vlast prije izbora. U 195 općina s apsolutnom ili relativnom većinskom srpskom većinom od 121.429 birača JRZ i neovisne liste Srba osvojile su 36.502 glasa, a samo SDS 15.183, dok je koalicija HSS-SDS (SDK) osvojila 44.262 glasa.  JRZ je većinu svojih prethodno održanih općina izgubio SDK i SDS.
Komunisti su osvojili većinu u vijećima u Sinju,  Trogiru, Komiži i Vrboskoj (2/3 većina), trećinu glasova u Omišu, i četvrtinu u Makarskoj u Dalmaciji. U Vrgorcu su komunisti zauzeli drugo mjesto i osvojili su 8 mjesta u vijeću, dok su u Smiljanu na ponovljenim izborima izgubili 4 glasa, osvojivši i 8 mjesta u vijeću. 
Nezavisne njemačke etničke liste osvojile su većinu u 5 općina. Etnički Nijemci također su se našli na drugim listama, uglavnom na HSS-ovim ulaznicama. Zajednička HSS-njemačka lista pobijedila je u jednoj općini. Sve u svemu, etnički hrvatski Nijemci osvojili su 177 mandata u 45 općina.
Izbori u 20 općina održani su 26. svibnja, a u 13 općina 2. lipnja. Vlada je 5. lipnja objavila ispravljene rezultate za neke općine.

### Izlaznost
Budući da je hrvatske izbore 1936. godine hrvatska oporba predvođena HSS-om koristila za uklanjanje neke samouprave od središnjih jugoslavenskih vlasti, izlaznost je iznosila oko 80%. Odziv u 1940. godini bio je značajno niži u mnogim područjima, djelomično odražavajući nezadovoljstvo i nezainteresiranost stanovništva. U cijelom osječkom okrugu odaziv je bio 50,89% (4.708 glasalo je od 9.250), u Drnišu 52,11%, dok je u Daruvaru izlaznost 48% (4.076 glasova). U nekim dijelovima područja Daruvara on je bio čak 21%. Budući da su komunisti bili administrativno zabranjeni u nadmetanju s izborima u Visu, mnogi su se odlučili suzdržati kao znak prosvjeda, čime je odziv bio 50%. S druge strane, Kraljevine jugoslavenske oružane snage mobilizirale su mnoge ljude koji su bili sposobni za vojnu službu u svojoj mobilizaciji iz 1939./40. 

### Sažetak
| HSS SDK SDS HSS coalitions SDS coalitions German lists Muslim lists Minority lists Farmers | Non-partisan Serb lists United Serb lists United Muslim and Serb list JRZ JRZ and Farmers Davidović group SRN LSRS Elections not held |

| HSS-SDS koalicija Srpske neovisne liste JRZ Komunisti Njemačke liste | Manjinske liste Zemljoradnici Muslimanske liste Davidovićeva grupa Izbori nisu održani |

Mandati (19. svibnja)
| Politička stranka | Politička stranka                     | Abbr.  | Mandati | %      |
| ----------------- | ------------------------------------- | ------ | ------- | ------ |
|                   | Hrvatska seljačka stranka             | HSS    | 9385    | 71,77% |
|                   | Seljačko-demokratska koalicija        | SDK    | 1708    | 13.06% |
|                   | Samostalna demokratska stranka        | SDS    | 767     | 5,87%  |
|                   | Hrvatska seljačka stranka i muslimani |        | 149     | 1,14%  |
|                   | Jugoslavenska radikalna zajednica     | JRZ    | 489     | 3,74%  |
|                   | Srpske neovisne liste                 |        | 262     | 2%     |
|                   | Ostali popisi                         |        | 262     | 2%     |
|                   | Radničke liste (komunisti)            |        | 54      | 0,41%  |
| ukupno            | ukupno                                | ukupno | 13.076  |        |

Općine zbirno
| Političke stranke i koalicije                              | Političke stranke i koalicije | Političke stranke i koalicije                     | Abbr.  | općine | %      |
| ---------------------------------------------------------- | ----------------------------- | ------------------------------------------------- | ------ | ------ | ------ |
| Hrvatska seljačka stranka i Samostalna demokratska stranka |                               | Hrvatska seljačka stranka                         | HSS    | 446    | 67.78% |
| Hrvatska seljačka stranka i Samostalna demokratska stranka |                               | Seljačko-demokratska koalicija                    | SDK    | 104    | 15.81% |
| Hrvatska seljačka stranka i Samostalna demokratska stranka |                               | Samostalna demokratska stranka                    | SDS    | 26     | 3,95%  |
| Hrvatska seljačka stranka i Samostalna demokratska stranka |                               | Hrvatska seljačka stranka i muslimani             |        | 6      | 0,91%  |
| Hrvatska seljačka stranka i Samostalna demokratska stranka |                               | Ostale koalicije                                  |        | 6      | 0,91%  |
| Srpske neovisne liste                                      |                               | Nestranačke srpske liste                          |        | 25     | 3,80%  |
| Srpske neovisne liste                                      |                               | Ujedinjeni srpski popisi                          |        | 8      | 1,22%  |
| Srpske neovisne liste                                      |                               | Ujedinjeni popis muslimana i Srba                 |        | 1      | 0,15%  |
| Jugoslavenska radikalna zajednica                          |                               | Jugoslavenska radikalna zajednica                 | JRZ    | 21     | 3,19%  |
| Jugoslavenska radikalna zajednica                          |                               | Jugoslavenska radikalna zajednica i zemljoradnici |        | 1      | 0,15%  |
| Radničke liste (komunisti)                                 |                               | Stranka radnog naroda                             | SRN    | 3      | 0,46%  |
| Radničke liste (komunisti)                                 |                               | Sindikat radnika i seljaka                        | LSRS   | 1      | 0,15%  |
|                                                            |                               | Njemački etnički popisi                           |        | 4      | 0,61%  |
|                                                            |                               | Ostali popisi                                     |        | 6      | 0,91%  |
| ukupno                                                     | ukupno                        | ukupno                                            | ukupno | 658    |        |

| Municipality totals | Municipality totals | Municipality totals | Municipality totals | Municipality totals |
| ------------------- | ------------------- | ------------------- | ------------------- | ------------------- |
|                     |                     |                     |                     |                     |
|                     |                     |                     |                     |                     |

## Posljedice
Izabrani članovi općinskog vijeća sastali su se nakon izbora kako bi osnovali vijeće i između sebe izabrali načelnika općine. Članovi komunističkog vijeća u Trogiru i Visu odbili su položiti zakletvu na vjernost kralju i zbog toga su njihovi mandati postali ništavni. Po Jakovčevu, 60 općina u Dalmaciji prosvjedovalo je zbog krivotvorina i nepravilnosti. U Vrboskoj, jednoj od rijetkih općina koje su osvojili komunisti, vlada je izbore proglasila nevažećim, a potom ih ponovila 28. srpnja. Dovodeći birače iz Dola i drugdje i zastrašujući komuniste, HSS je uspio osigurati većinu. Radnička lista s Perom Nagulićem na listiću izgubila se na listi HSS-a na čelu s Mihovilom Stojšićem.
U Kninu, gdje je srpska nacionalistička nestranačka lista pod dr. Nikom Novakovićem dobila 27 od 36 vijećnika, hrvatska vlada raspustila je kninsko gradsko vijeće i za gradonačelnika imenovala tajnika lokalnog HSS-a, Vicu Musića.
U Boboti su se svi općinski vijećnici izabrani na nestranačkoj srpskoj listi odlučili pridružiti SDS-u, razočarani izbornim rezultatima u istočnoj Slavoniji.
Maček je proglasio izbore "90% pobjede za stranke sporazuma", naglašavajući tvrdnju da je SDS osvojio većinu među hrvatskim Srbima. Unatoč tome što je prethodno umanjio političku važnost izbora, on je rezultate smatrao "lekcijom" za stranke protiv sporazuma. Ubrzo nakon izbora, imajući u vidu incidente koji su se dogodili, zabranio je Šubašiću neovlašteno zabraniti sva javna okupljanja, skupove ili prosvjede, osim vjerskih događaja.